# Billete de cincuenta eslotis

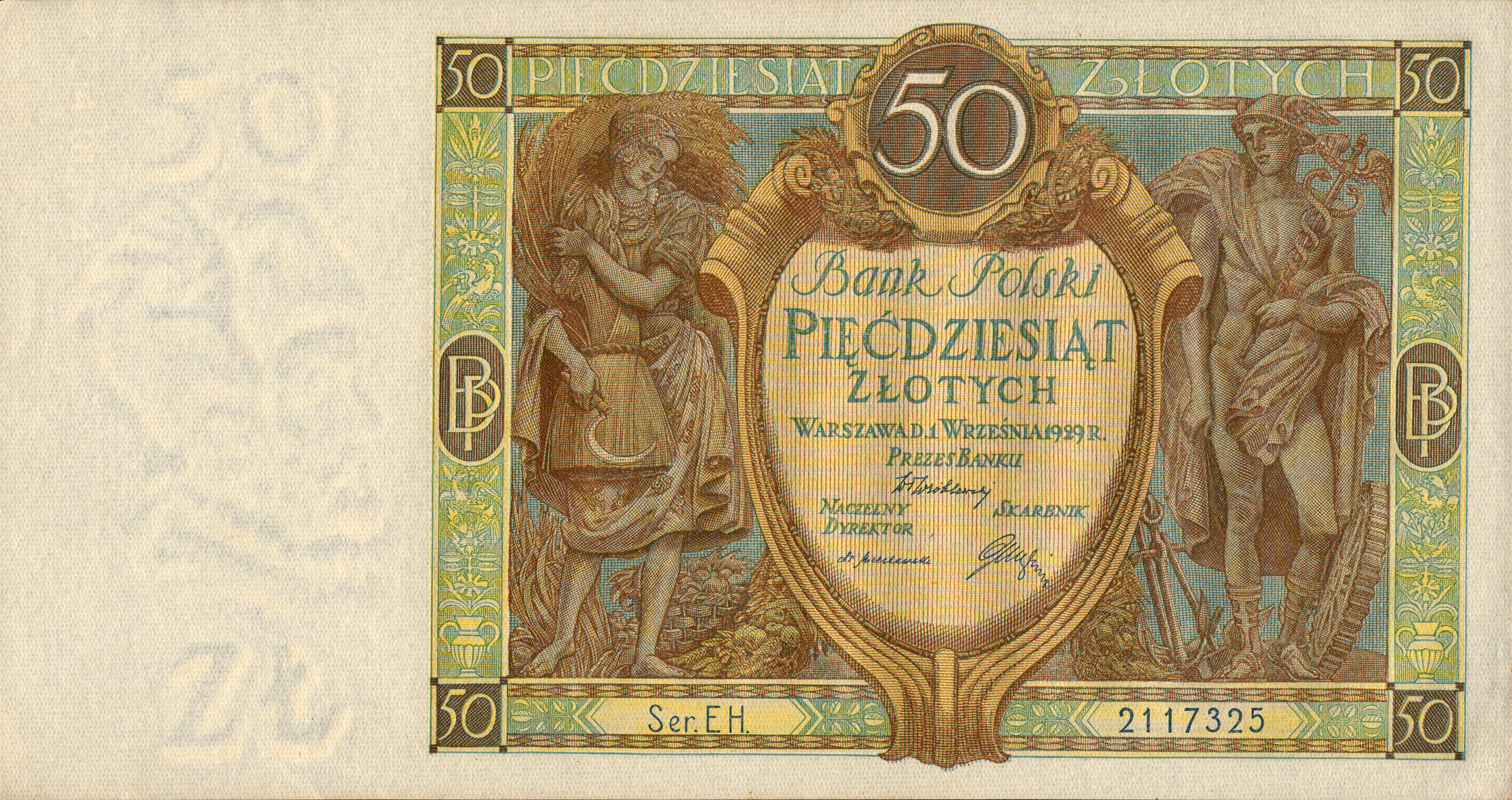
Billete de 50 eslotis.

El billete de 50 złotych es el tercer billete de más baja denominación de todos los utilizados de Polonia. Tiene unas medidas de 66 x 132 mm.

## Características
Los colores utilizados en el billete son el azul y el morado. El billete ofrece un retrato del rey Casimiro III el Grande en el anverso y un águila real en un sello de la época de Casimiro III con cetro y orbe, de fondo silueta de Cracovia en el reverso.
El billete está protegido con múltiples medidas de seguridad como marcas de agua y mircroimpresión para evitar su falsificación.